# Provency
Provency é uma comuna francesa na região administrativa de Borgonha-Franco-Condado, no departamento de Yonne. Estende-se por uma área de 12 km². Em 2010 a comuna tinha 259 habitantes (densidade: 21,6 hab./km²).